# Лаюс, Хишам
Хишам Лаюс (род. 13 ноября 2000, Миилия, Израиль) — израильский футболист, полузащитник тель-авивского «Маккаби».

## Биография
Родился 13 ноября 2000 в израильском городе Миилия. Футбол начал заниматься в одноимённой команде родного города. На родине выступал за юношеские и молодёжные команды клубов «Бейтар (Нагария)», «Хапоэль (Акко)» и «Бней Сахнин».
В конце июля 2019 подписал контракт со львовскими «Карпатами», в команде получил 19-й игровой номер. Дебютировал в «зелено-белой» футболке 31 июля 2019 в проигранном (0:1) домашнем поединке 1-го тура Премьер-лиги против киевского «Динамо». Хишам вышел на поле на 46-й минуте, заменив Игоря Карпенко. В составе «Карпат» провел 8 матчей в Премьер-лиге.
20 ноября 2020 попал в заявку львовского «Руха» на матче Премьер-лиги Украины.
2 сентября 2021 сыграл в дебютном матче молодежной сборной Израиля против сверстников из Венгрии.